# Jeremiah E. O’Connell

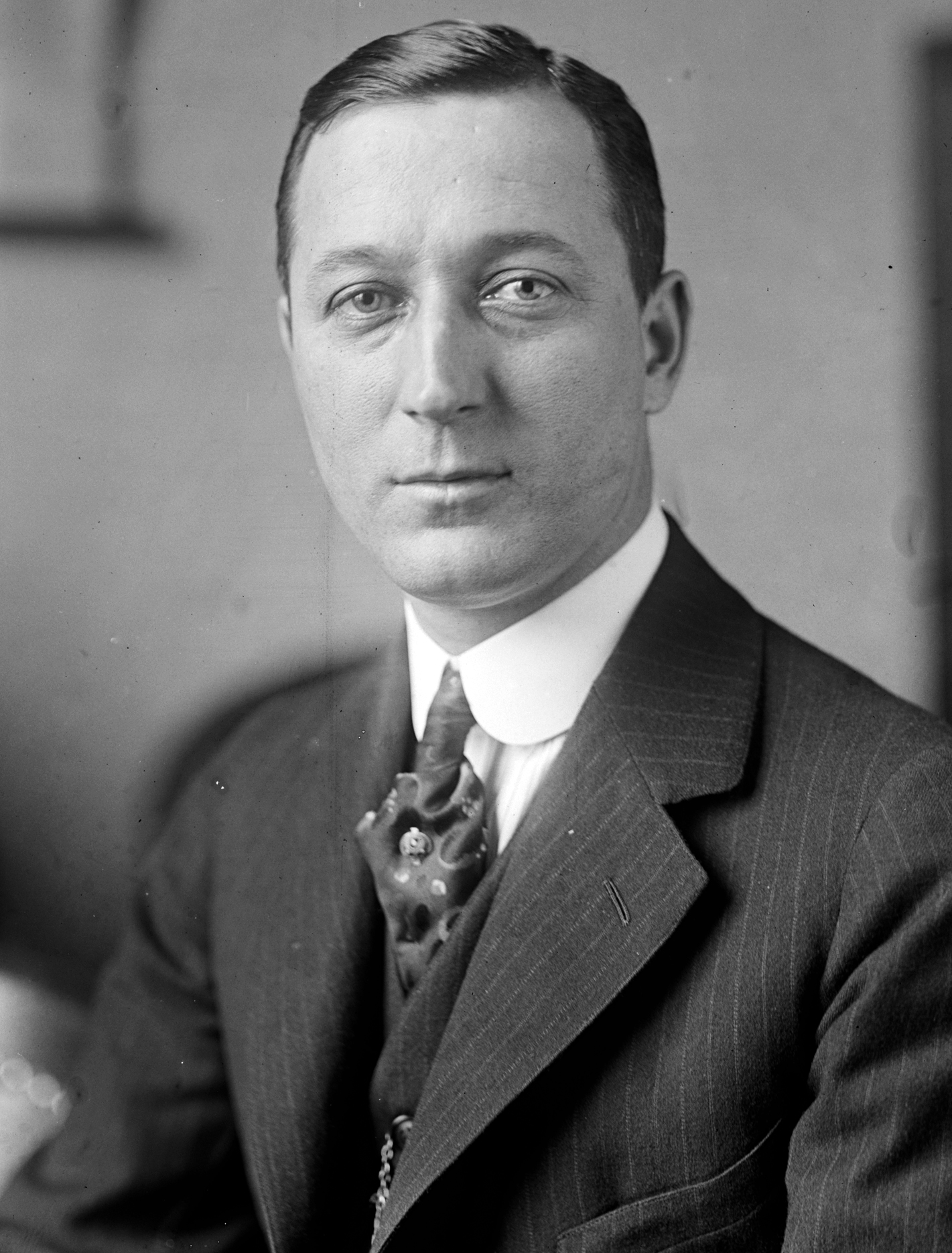
Jeremiah E. O’Connell

Jeremiah Edward O’Connell (* 8. Juli 1883 in Wakefield, Middlesex County, Massachusetts; † 18. September 1964) war ein US-amerikanischer Politiker. Zwischen 1923 und 1927 sowie nochmals von 1929 bis 1930 vertrat er den dritten Wahlbezirk des Bundesstaates Rhode Island im US-Repräsentantenhaus.

## Leben
Jeremiah O’Connell besuchte die öffentlichen Schulen seiner Heimat und studierte danach an der Boston University unter anderem Jura. Nach seiner im Jahr 1907 erfolgten Zulassung als Rechtsanwalt begann er in Boston in seinem neuen Beruf zu praktizieren. Ein Jahr später verlegte er seinen Wohnsitz und seine Kanzlei nach Providence.
Zwischen 1913 und 1921 war er Mitglied des Stadtrats von Providence. O’Connell gehörte der Demokratischen Partei an und wurde 1922 als deren Kandidat im dritten Distrikt von Rhode Island in das US-Repräsentantenhaus in Washington, D.C. gewählt. Dort trat er am 4. März 1923 die Nachfolge des Republikaners Ambrose Kennedy an. Nach einer Wiederwahl im Jahr 1924 konnte O’Connell bis zum 3. März 1927 zwei Legislaturperioden im Kongress absolvieren.
Im Jahr 1926 unterlag er bei den Kongresswahlen dem Republikaner Louis Monast, den er 1924 noch geschlagen hatte. 1928 kam es bei den Kongresswahlen erneut zum Duell zwischen den beiden, das diesmal O’Connell für sich entschied. Damit konnte er am 4. März 1929 erneut in das US-Repräsentantenhaus einziehen. Am 9. Mai 1930 legte er sein Mandat im Kongress nieder, nachdem er zum beisitzenden Richter am Rhode Island Superior Court ernannt worden war.
O’Connell übte sein neues Amt bis zum 10. Januar 1935 aus. An diesem Tag wurde er zum Vorsitzenden dieses Gerichtes ernannt. Diese Funktion bekleidete er bis 1948. Danach war er zwischen 1948 und 1956 beisitzender Richter am Rhode Island Supreme Court. Am 18. Januar 1956 trat er in den Ruhestand, den er in Cranston verbrachte. Jeremiah O’Connell verstarb am 18. September 1964 und wurde in Pawtucket beigesetzt.